# 君の瞳に恋してる!
『君の瞳に恋してる!』（きみのひとみにこいしてる）は、1989年1月16日より3月20日まで毎週月曜日21:00 - 21:54に、フジテレビ系列の「月9」枠で放送されていた日本のテレビドラマ。主演は中山美穂。

## 概要
番組タイトルは、フランキー・ヴァリの「Can't Take My Eyes Off You」（1967年）の邦題である「君の瞳に恋してる」から取られた。昭和天皇崩御による特別番組を編成したため、当初の予定より1週遅れて1989年1月16日から平成になって最初の月9として放送開始された。平均視聴率は18.7%で、この年の民放の連続ドラマ平均視聴率ランキングでは7位だった。『君の瞳をタイホする!』『君が嘘をついた』に続く"君シリーズ"であり、ファッショナブル＆ポピュラーな場所設定で多様な恋愛の形を見せる同シリーズの基本ラインを踏襲している。
また、それまで清純派として売っていた菊池桃子が、初めてキスシーンを演じた。キスの相手は大鶴義丹だったが、役柄も恋多き女性というものでイメージチェンジかと話題になった。望月麻知子がDJを務め、森田茂樹が勤務するラジオ局で「T-WAVE」が登場するが、これはこの前年の1988年10月に開局したJ-WAVEをモデルにしており、なおかつスタジオのシーンも実際のJ-WAVEのスタジオで収録されたものだった。
1989年10月9日にはスペシャル版が放送された。2009年には、フジテレビ50周年記念DVDの企画の「中山美穂 恋（れん）ドラDVDコレクション」の一つとしてポニーキャニオンよりDVD-BOXが発売されている。

## キャスト
主要人物
- 高木瞳（大学2年生）本作の主人公。照代と麻知子の同居人 - 中山美穂
- 鈴木元（耕平の友達）耕平の同居人 - 前田耕陽（当時 男闘呼組）

T-WAVE
- 望月麻知子（フリーター・D.J）瞳と照代の同居人 - 菊池桃子
- デューク・ジョージ（D.J） - キャプテン・ジョージ

宮下家
- 宮下耕平（大学2年生） - 大鶴義丹
- 宮下リサ（耕平の妹・螢子と同居） - 円谷優子
- 宮下螢子（耕平の姉・酒癖悪い） - かとうかずこ

大場家
- 大場貴美子 - 森恵
- 大場俊幸（瞳らの高校時代の教師） - 原田大二郎

森田家
- 森田アキコ - 石野真子
- 森田茂樹（ラジオ局プロデューサー） - 石田純一

その他
- 小林照代（昭和銀行）瞳と麻知子の同居人 - 藤田朋子
- 中村冴子（瞳の大学の友達） - 田中美奈子
- 山下康（冴子の彼） - 吉田栄作
- 不動産屋 - 段田安則
- ジェームス - マイケル富岡

スペシャル
- 高木マユ（高校2年生・瞳の妹） - 西田ひかる
- 上田涼介（高校3年生・マユの彼氏） - 真木蔵人

## スタッフ
- 脚本 - 伴一彦
- 主題歌 - 村井麻里子「どうしようもなく恋愛」
- 音楽 - 羽場仁志
- プロデュース - 山田良明、大多亮
- 演出 - 光野道夫、河毛俊作、中野昌宏
- 制作 - フジテレビ

## 放送日程

### 連続ドラマ
| 各話                                                       | 放送日        | サブタイトル                 | 視聴率 |
| ---------------------------------------------------------- | ------------- | ---------------------------- | ------ |
| 第1話                                                      | 1989年1月16日 |                              | 19.7%  |
| 第2話                                                      | 1989年1月23日 |                              | 18.2%  |
| 第3話                                                      | 1989年1月30日 | 今夜エッチしたい             | 13.5%  |
| 第4話                                                      | 1989年2月06日 |                              | 18.5%  |
| 第5話                                                      | 1989年2月13日 | 2人の男を好きになった場合    | 19.3%  |
| 第6話                                                      | 1989年2月20日 | 軽薄な男に真剣にキスされた時 | 18.6%  |
| 第7話                                                      | 1989年2月27日 | 好きな男のホンネ知りたい!    | 17.6%  |
| 第8話                                                      | 1989年3月06日 | 一度破れた恋を復活する法     | 17.7%  |
| 第9話                                                      | 1989年3月13日 | 好きだけど今夜サヨウナラ!?   | 20.1%  |
| 最終話                                                     | 1989年3月20日 | 長い長いキスでもう離さない   | 23.6%  |
| 平均視聴率 18.7%（視聴率は関東地区・ビデオリサーチ社調べ） |               |                              |        |

### スペシャル
| 放送日        | 演出     |
| ------------- | -------- |
| 1989年10月9日 | 河毛俊作 |